# Małgorzata Szejnert
Małgorzata Szejnert (pronunciación en polaco: [mawɡɔˈʐata ˈʂɛjnɛrt]; Varsovia, 28 de abril de 1936) es una periodista y escritora polaca, reconocida por su labor en el periodismo literario y la literatura de no ficción.

## Biografía y carrera
Szejnert se graduó en el instituto femenino Emilia Plater en Biała Podlaska, y posteriormente obtuvo un título en la Facultad de Periodismo de la Universidad de Varsovia. Inició su carrera periodística como jefa de la sección de reportajes del semanario Literatura.
Tras la imposición de la ley marcial en Polonia en 1981, colaboró activamente con la prensa clandestina de oposición. En 1984 emigró a los Estados Unidos, donde trabajó para el diario Nowy Dziennik. Regresó a Polonia en 1986 y fue una de las cofundadoras del influyente diario Gazeta Wyborcza.
Debutó como escritora en 1972 con Borowiki przy ternpajku, una obra sobre la diáspora polaca en Estados Unidos. En 2008, fue finalista del Premio Angelus por Czarny ogród (El jardín negro). Su libro Wyspa klucz fue nominado al Premio Nike en 2010, mientras que Usypać góry. Historie z Polesia recibió una nominación al Premio Ryszard Kapuściński en 2015.
Ese mismo año, fue condecorada con la Cruz de Oficial de la Orden Polonia Restituta.

## Obras destacadas
- Borowiki przy ternpajku (1972)
- Czarny ogród (2007)
- Wyspa klucz (2009)
- Dom żółwia. Zanzibar (2011)
- Usypać góry. Historie z Polesia (2015)

## Reconocimientos

### Premios
- Finalista del Premio Angelus (2008)
- Nominación y finalista del Premio Nike (2010 y 2012 respectivamente)
- Nominación al Premio Ryszard Kapuściński (2015)

### Órdenes y medallas
- Cruz de Oficial de la Orden Polonia Restituta ( Polonia, 5 de junio de 2014).[3]
- Medalla de Plata al Mérito Cultural «Gloria Artis» ( Polonia, 11 de septiembre de 2015).[4]